# خاویر وارگاس
خاویر وارگاس (اسپانیایی: Javier Vargas‎؛ زادهٔ ۲۲ نوامبر ۱۹۴۱) بازیکن فوتبال اهل مکزیک بود.
از باشگاه‌هایی که در آن بازی کرده‌است می‌توان به باشگاه فوتبال اطلس اشاره کرد.
وی همچنین در تیم ملی فوتبال مکزیک بازی کرده‌است.